# 巴希特·蘇丹諾夫
巴希特·蘇丹諾夫（羅馬化：Baqyt Tūrlyhanūly Sūltanov；1971年11月29日—），是一位哈薩克斯坦政治人物。他曾經在2018年9月11日至2019年6月13日期間擔任首都阿斯塔納市長，並自2019年6月17日起出任該國貿易和一體化部部長。

## 早年生活和教育
蘇丹諾夫於1971年11月29日在蘇聯哈薩克蘇維埃社會主義共和國阿拉木圖（今属哈薩克斯坦）出生，大學時期於哈薩克國立技術大學（現薩特巴耶夫大學）修讀電氣工程以及機械人綜合體和系統學系並在1994年順利畢業，其後再於翌年取得由哈薩克國立管理學院（現納爾霍斯大學）頒發的商業與管理學位。

## 仕途
蘇丹諾夫在1994年進入哈薩克斯坦財政部工作長達八年，期間曾擔任過金融市場保障處公司化與執照組首席經濟學家、預算處副處長、庫務處副處長、公共採購處處長以及國家預算處處長等多個職位。2002年9月，他轉往經濟和預算計劃部出任轄下預算政策與計劃處處長，並於九個月後晉升為副部長。
2006年2月，蘇丹諾夫擔任哈薩克斯坦統計局局長，翌年1月改任財政部副部長，其後又在七個月後升任至經濟和預算計劃部部長。2010年3月，他進入總統府成為首任總統努爾蘇丹·納扎爾巴耶夫的助理，不足兩年後被調往總統辦公廳出任副主任一職。
2013年11月6日，蘇丹諾夫獲任命為哈薩克斯坦財政部部長兼任副總理，後來其副總理職務於翌年8月6日遭到撤銷，改為只擔任財政部部長。蘇丹諾夫出任財政部部長一職長達四年十個月，直到2018年9月11日才被調離中央政府並成為首都阿斯塔納市長。
2019年6月17日，哈薩克斯坦第二任總統卡西姆若馬爾特·托卡耶夫簽署第17號總統令，正式成立貿易和一體化部。接著托卡耶夫總統再簽署第18號總統令，任命蘇丹諾夫為貿易和一體化部部長。

## 榮譽
以下是蘇丹諾夫曾經獲得的獎章：
- 2005年：哈薩克斯坦憲法10週年（Қазақстан Конституциясына 10 жыл）紀念獎章
- 2006年：哈薩克斯坦共和國議會10週年（Қазақстан Республикасының Парламентіне 10 жыл）紀念獎章
- 2008年：阿斯塔納10週年（Астана 10 жыл）紀念獎章
- 2011年：哈薩克斯坦共和國獨立20週年（Қазақстан Республикасының тәуелсіздігіне 20 жыл）紀念獎章
- 2012年：帕拉薩特獎章
- 2019年：為了積極服務（Белсенді қызметі үшін）獎章